# Orthoperus ruwenzoriensis
Orthoperus ruwenzoriensis là một loài bọ cánh cứng trong họ Corylophidae. Loài này được Scott miêu tả khoa học đầu tiên năm 1935.